# 9177 Donsaari
9177 Donsaari è un asteroide della fascia principale. Scoperto nel 1990, presenta un'orbita caratterizzata da un semiasse maggiore pari a 2,5598462 au e da un'eccentricità di 0,2784070, inclinata di 4,42621° rispetto all'eclittica.